# 咖啡酸苯乙酯
咖啡酸苯乙酯（缩写CAPE）是一种天然酚类有机化合物，分子式C17H16O4，可看做咖啡酸与苯乙醇形成的酯，存在于许多植物以及蜜蜂的蜂巢中。